# Font comuna

Figura 1: circuit bàsic de font comuna JFET de canal N (neglidant els detalls de polarització).

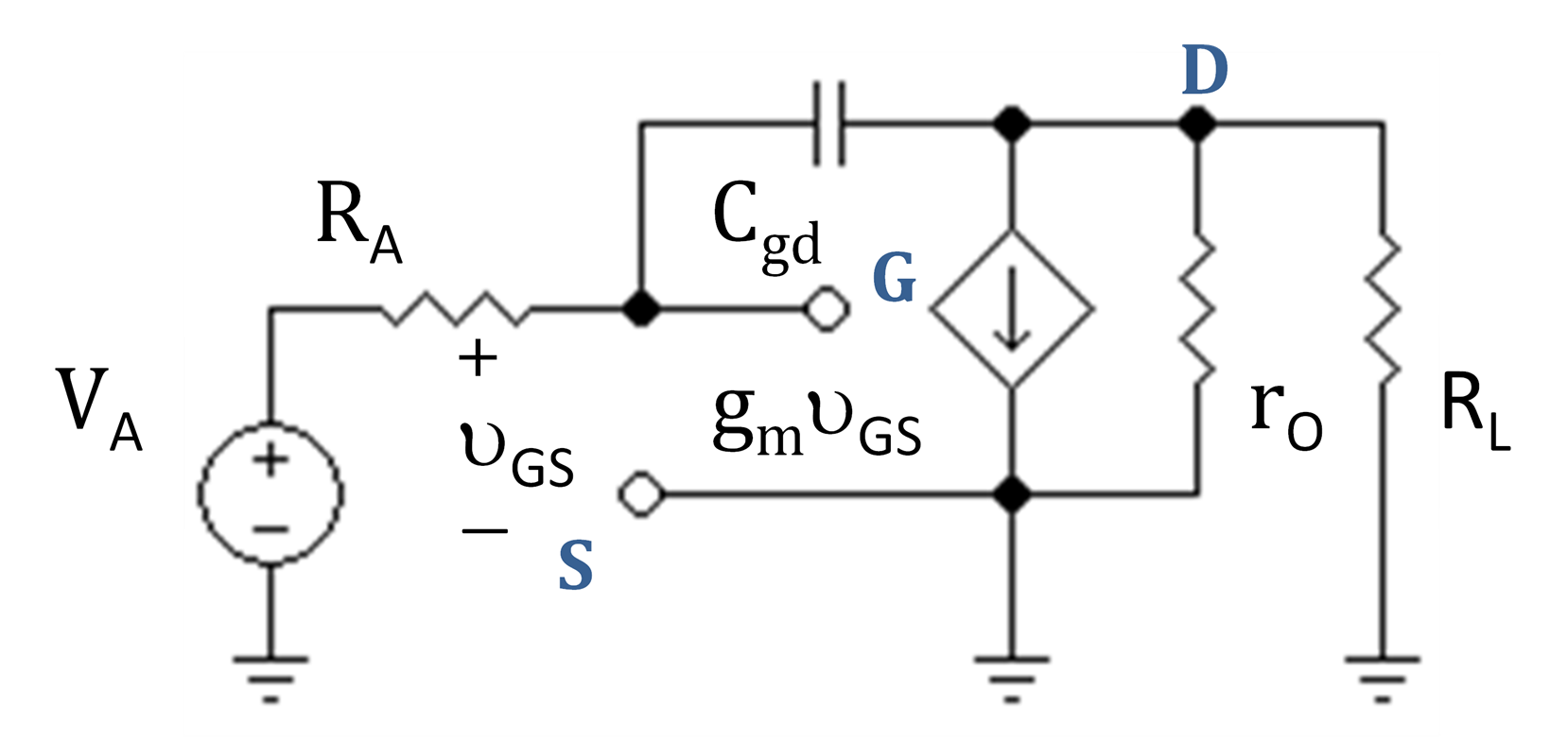
Figura 2: circuit de petit senyal per a un amplificador de font comuna MOSFET de canal N.

En electrònica, un amplificador de font comuna és una de les tres topologies bàsiques d'amplificadors de transistors d'efecte de camp (FET) d'una sola etapa, que s'utilitzen normalment com a amplificador de tensió o transconductància. La manera més senzilla de saber si un FET és una font comuna, un drenatge comú o una porta comuna és examinar per on entra i surt el senyal. El terminal restant és el que es coneix com a "comú". En aquest exemple, el senyal entra per la porta i surt pel desguàs. L'únic terminal que queda és la font. Aquest és un circuit FET de font comuna. El circuit de transistor d'unió bipolar anàloga es pot veure com un amplificador de transconductància o com un amplificador de tensió. (Vegeu classificació dels amplificadors).
Com a amplificador de transconductància, es considera que la tensió d'entrada modula el corrent que va a la càrrega. Com a amplificador de tensió, la tensió d'entrada modula el corrent que flueix pel FET, canviant la tensió a través de la resistència de sortida segons la llei d'Ohm. Tanmateix, la resistència de sortida del dispositiu FET normalment no és prou alta per a un amplificador de transconductància raonable (idealment infinit), ni prou baixa per a un amplificador de tensió decent (idealment zero). Un altre inconvenient important és la resposta limitada d'alta freqüència de l'amplificador. Per tant, a la pràctica, la sortida sovint s'encamina a través d'un seguidor de voltatge (etapa de drenatge comú o CD) o d'un seguidor de corrent (etapa de porta comuna o CG), per obtenir característiques de freqüència i sortida més favorables. La combinació CS-CG s'anomena amplificador cascode.

## Característiques
A baixes freqüències i utilitzant un model híbrid-pi simplificat (on no es considera la resistència de sortida deguda a la modulació de la longitud del canal), es poden derivar les següents característiques de senyal petit de bucle tancat.
|                       | Definició                                                                         | Expressió |
| --------------------- | --------------------------------------------------------------------------------- | --- |
| Guany actual          | {\displaystyle A_{\text{i}}\triangleq {\frac {i_{\text{out}}}{i_{\text{in}}}}\,}  | {\displaystyle \infty \,}                                                                                             |
| Guany de tensió       | {\displaystyle A_{\text{v}}\triangleq {\frac {v_{\text{out}}}{v_{\text{in}}}}\,}  | {\displaystyle {\begin{matrix}-{\frac {g_{\mathrm {m} }R_{\text{D}}}{1+g_{\mathrm {m} }R_{\text{S}}}}\end{matrix}}\,} |
| Impedància d'entrada  | {\displaystyle r_{\text{in}}\triangleq {\frac {v_{\text{in}}}{i_{\text{in}}}}\,}  | {\displaystyle \infty \,}                                                                                             |
| Impedància de sortida | {\displaystyle r_{\text{out}}\triangleq {\frac {v_{\text{out}}}{i_{\text{out}}}}} | {\displaystyle R_{\text{D}}\,}                                                                                        |